# یاکوب رید
یاکوب رید (به انگلیسی: Jacob Read) سناتور سابق عضو حزب فدرالیست بود. وی در سال ۱۷۹۵ تا ۱۸۰۱ میلادی سناتور ایالت کارولینای جنوبی در سنای ایالات متحده آمریکا بود.